# Alain Etchegoyen
Pour les articles homonymes, voir Etchegoyen.
 (octobre 2016).
Si vous disposez d'ouvrages ou d'articles de référence ou si vous connaissez des sites web de qualité traitant du thème abordé ici, merci de compléter l'article en donnant les références utiles à sa vérifiabilité et en les liant à la section « Notes et références ».
Alain Etchegoyen (né à Lille le 16 novembre 1951 – mort au Mans le 9 avril 2007), est un intellectuel français et avant-dernier commissaire au Plan. Il est l’auteur d’une vingtaine de livres, essais et romans.

## Biographie
Normalien, agrégé de philosophie, titulaire d'une maîtrise de thermodynamique, Alain Etchegoyen enseigne en terminales et en classes préparatoires au lycée Louis-le-Grand (Paris), au lycée Jules-Ferry de Coulommiers (1976-1981, Seine-et-Marne) et au lycée professionnel Galilée (ZEP de Gennevilliers, Hauts-de-Seine) dans les années 1985.
Il commence sa carrière comme chargé de mission (1979-1982) au CNRS où il crée les clubs CRIN (clubs de relations industrielles) présidés par Pierre Guillaumat ; puis il sera la plume de Laurent Fabius au ministère de l'Industrie et de la Recherche (1982-1984), avant d'effectuer un passage au commissariat au plan comme conseiller scientifique (24 avril 2003 - 2 novembre 2005).
En 1985, il fonde l'Association de l'édition du corpus des textes philosophiques de langue française et lance un cabinet d'études en sciences sociales qui conseille notamment les groupes Michelin, ELF, BSN (rebaptisé DANONE), Usinor-Sacilor, Louis Vuitton. Il crée les premières expériences d'ethnologie en entreprise. Au milieu des années 1990, il devient administrateur d'Usinor-Sacilor (aujourd'hui Mittal). Vers la fin des années 1990, il pilote la reprise de la faïencerie d'art Géo Martel.
Il anime pendant un moment l'émission Grain de Philo.
En 2003, il est sollicité par Jean-Pierre Raffarin, alors Premier ministre, pour diriger le Commissariat général du Plan. Il tente une réorganisation de l'institution en groupes de projet afin, selon ses termes, de recentrer sa mission « pour un État-Stratège, garant de l'intérêt général et du bien public », en favorisant une démarche prospective soucieuse du long terme.

### Distinction
- 2003 : Légion d'honneur[5].

## Œuvres
- Alain Etchegoyen, Les entreprises ont-elles une âme, Paris, F. Bourin, 1990 (ISBN 2876860457)
- Alain Etchegoyen, La valse des éthiques, Paris, François Bourin, 1991 (ISBN 2876861100) — Prix Médicis essai
- Éloge de la communication insupportable (1992)
- Alain Etchegoyen, La démocratie malade du mensonge, Paris, F. Bourin, 1993 (ISBN 2876861534) couronné du Grand prix de l'Académie française

- Avec Bernard Bobe, Economistes en désordre : consensus et dissensions. Economica, Paris 1981 (OCLC 249602561)
- Alain Etchegoyen, Figures du pouvoir, Nathan Université, 17 février 1993 (ISBN 9782091907468, présentation en ligne)
- Alain Etchegoyen, Le temps des responsables, Paris, Julliard, 1993 (ISBN 2260000517, présentation en ligne)
- Alain Etchegoyen, Le Capital-lettres : Des littéraires pour l'entreprise, Paris, Ed. François Bourin, 1990, 445 p. (ISBN 2876860732, présentation en ligne)
- Alain Etchegoyen, Le corrupteur et le corrompu, Paris, Julliard, 1995 (ISBN 2260013236, présentation en ligne)
- Alain Etchegoyen, Des libertés sous influence, Paris, Éditions du Seuil, 1997 (ISBN 2020307030, présentation en ligne)
- Alain Etchegoyen, Fables intempestives, Paris, Stock, 1996 (ISBN 2234045789, présentation en ligne)
- Alain Etchegoyen, Éloge de la féminité ou La nature de Sophie, Paris, Arléa, 1997 (ISBN 286959335X, présentation en ligne)
- Alain Etchegoyen et Jean-Jacques Goldman, Les pères ont des enfants : dialogue entre deux pères sur l'éducation, Paris, Éditions du Seuil, 1999 (ISBN 2020389789, présentation en ligne)
- Alain Etchegoyen, La Vraie morale se moque de la morale : être responsable, Paris, Ed. du Seuil, 1999 (ISBN 2020371340, présentation en ligne)
- Vérités et liberté, la justice expliquée aux adultes (2001)
- Alain Etchegoyen, Nourrir, Paris, A. Carrière, 2002 (ISBN 9782843371943, présentation en ligne)
- Alain Etchegoyen, La force de la fidélité, Paris, Carrière, 2004 (ISBN 2843372879, présentation en ligne)
- Alain Etchegoyen, Votre devoir est de vous taire : carnets de voyage en politique sous la gauche et sous la droite, Paris, Archipel, 2006 (ISBN 2841878414, présentation en ligne)
- Alain Etchegoyen, 10 Questions auxquelles le prochain Président n'échappera pas, Eyrolles, Paris, 2006, 158 p[6].
- Alain Etchegoyen, Meurtre à la virgule près[7], 2007

## Curiosités
- Dans son livre Votre devoir est de vous taire (2005), écrit après la suppression du Commissariat au Plan qu’il dirigeait, Alain Etchegoyen consacre quelques pages à Ségolène Royal. Il y évoque notamment ses relations houleuses avec la candidate socialiste à l’élection présidentielle, alors qu’il était conseiller du ministre de l’Éducation Claude Allègre.
- Alain Etchegoyen était un gastronome émérite (il savait préparer des plats très raffinés)[8].
- Alain Etchegoyen était un grand amateur de cigares.